# Bjergperikon
Bjergperikon (Hypericum montanum), ofte skrevet bjerg-perikon, er en flerårig, 50-90 cm høj plante i perikon-familien. Blomsterne er 2,5-3 cm i diameter med lancetformede bægerblade med langstilkede mørke kirtler i randen. I Danmark findes bjergperikon hist og her på skrænter, i lysåbne løvskove og krat.